# Дом Ашеров (фильм, 1988)
«Дом Ашеров» (англ. The House Of Usher) — художественный фильм по мотивам рассказа Эдгара Аллана По «Падение дома Ашеров».

## Сюжет
Райан и его девушка Молли едут навесить дядю Райана, Родерика Ашера. Прибыв в усадьбу Ашера, они обнаруживают, что брат Родерика, Вальтер, сошёл с ума, и сам Родерик недалек от этого. Родерик Ашер пытается похоронить заживо своего племянника и изнасиловать его невесту, чтобы, став отцом её ребёнка, продолжить род Ашеров. В дополнение ко всему Вальтер Ашер постоянно угрожает Молли своим сверлом, приделанном к протезу руки.